# Nayunuwi Montes
I Nayunuwi Montes sono una struttura geologica della superficie di Venere.